# Kategoria e Parë
Kategoria e Parë (på svenska förstadivisionen) är den näst högsta divisionen i albansk ligafotboll för herrar. Ligan bildades som Kategoria e Dytë (andradivisionen) och har även hetat Kategoria A2 på senare år. 
Efter säsongen 2006/2007 expanderades ligan från dåvarande 14 klubbar till 16 säsongen därefter. Idag spelas ligan i två grupper av 10 lag. Uppflyttning sker till Kategoria Superiore och nedflyttning till Kategoria e Dytë. 

## Klubbar 2019/2020

### Grupp 1
| Klubb                 | Stad       |
| --------------------- | ---------- |
| KS Besëlidhja Lezhë   | Lezha      |
| KS Burreli            | Burrel     |
| KS Dinamo Tirana      | Tirana     |
| FK Egnatia Rrogozhinë | Rrogozhina |
| KF Erzeni Shijak      | Shijak     |
| KS Kastrioti Krujë    | Kruja      |
| FK Korabi Peshkopi    | Peshkopia  |
| KS Shkumbini          | Peqin      |
| KF Tërbuni Pukë       | Puka       |
| KF Veleçiku           | Kopliku    |

### Grupp 2
| Klubb                 | Stad               |
| --------------------- | ------------------ |
| KS Apolonia Fier      | Fier               |
| KS Besa Kavajë        | Kavajë             |
| KF Bilisht Sport      | Bilisht            |
| KS Elbasani           | Elbasan            |
| KS Iliria Fushë-Krujë | Fusha-Kruja        |
| KS Lushnja            | Lushnja            |
| KF Oriku              | Bashkia e Orikumit |
| KS Pogradeci          | Pogradec           |
| FK Shënkolli          | Shënkoll           |
| KF Turbina Cërrik     | Cërriku            |